# Домбрувно (Поморське воєводство)
Домбрувно (пол. Dąbrówno) — село в Польщі, у гміні Потенґово Слупського повіту Поморського воєводства.
Населення — 268 осіб (2011).
У 1975-1998 роках село належало до Слупського воєводства.

## Демографія
Демографічна структура станом на 31 березня 2011 року:
|          | Загалом | Допрацездатний вік | Працездатний вік | Постпрацездатний вік |
| -------- | ------- | ------------------ | ---------------- | -------------------- |
| Чоловіки | 145     | 42                 | 86               | 17                   |
| Жінки    | 123     | 37                 | 66               | 20                   |
| Разом    | 268     | 79                 | 152              | 37                   |